# Hayes (Vulkan)
Der Hayes ist ein Schichtvulkan in den Tordrillo Mountains im Südwesten Alaskas.
Der subglaziale Vulkan wurde erst im Jahr 1975 entdeckt. Er befindet sich 2,5 km nordnordöstlich des Mount Gerdine auf einer Höhe von 2788 m unter dem östlichen Quellgletscher des Hayes-Gletschers. Der Vulkan liegt am nordöstlichen Ende des Vulkangürtels des Aleutenbogens.
Namensgeber sowohl des Vulkans als auch des Gletschers war Charles Willard Hayes (1858–1916), ein Geologe des U.S. Geological Survey (USGS).

## Bekannte Eruptionen
Nur wenige Eruptionen des abgelegenen Stratovulkans sind bekannt. In der Zeit vor 3.800–3.500 Jahren hat er drei große explosive Eruptionen gehabt, die insgesamt 6 Lagen von jeweils ca. 2,4 km³ Tephra produzierten. Die letzte Eruption fand vor ca. 1.000 Jahren statt. Derzeit befindet sich der Vulkan in einer Ruhephase.